# Natalia Contesse
Natalia Contesse (n. 21 de junio de 1978, Nueva Orleans, Estados Unidos) es una cantautora chilena de folclor y fusión latinoamericana.

## Vida personal
Nació en Nueva Orleans, Luisiana, Estados Unidos, mientras sus padres vivían ahí. A los pocos años volvió a Chile definitivamente.

## Carrera
Sus primeras influencias fueron con el folclor chileno en un taller con el cantor a lo poeta Manuel Sánchez, se acercó a maestras y maestros como las folcloristas Margot Loyola y Patricia Chavarría y el cantor y guitarronero pircano Alfonso Rubio. En paralelo formó sus primeros grupos con "Los Obreros del Ritmo" o "Detucunaatutumba", y luego integró "Tribu Raíz", "Orixangó" y "Yámana" hasta formar Vena Raíz entre 2006 y 2009, con quienes grabó su primer disco, Vena Raíz, en 2008. En 2009 emprende su carrera solista.
En 2011 lanzó su primer álbum solista con canciones originales con ritmos como tonada, la cueca y la guitarra traspuesta o templada en afinaciones propias del folclor campesino, el trabajo incluye al mismo tiempo arreglos de piano y cuerdas para esas canciones. La décima se advierte en la métrica de “Décimas del agua” y “Décima a doña Margot Loyola”. En su segundo disco, Corra la voz, se estrenó en agosto de 2013, inspirado en gran parte por el investigador y profesor Gastón Soublette, en cuyo libro “Sabiduría chilena de tradición oral (refranes)” (2009) la cantante encontró expresiones populares que aparecen en canciones como “Lo dijo el pueblo” y “El amor es como el agua”, que incluyó además una versión de “Miren cómo sonríen”, de Violeta Parra. Ese mismo año realizó una gira por Europa, por España y Francia (junio y julio).
En 2015 volvió a salir de viaje rumbo a Londres (abril y mayo), en una presentación patrocinada por la Comunidad de Chile en el Reino Unido, e Italia, donde actuó en el pabellón de Chile en la Expo Milán. En 2017 lanzó su tercer disco titulado Diluvio, estrenado en el GAM.
Como gestora cultural Natalia ha descrito un trabajo paralelo. En 2009 organizó un concierto en el Teatro Oriente de la capital con invitados como Alfonso Rubio, Las Peñascazo y músicos de Los Trukeros, y en ese mismo año abrió la Escuela Chilena de Folclor y Oficios, más adelante Escuela Creativa de Artes, Folclor y Oficios, instalada en un lugar próximo al emplazamiento que tuvo a mediados de los años ’60 la carpa de Violeta Parra en la comuna de La Reina en Santiago. El lugar ha albergado desde actividades y talleres de música, danza y artesanía hasta conciertos y una versión itinerante de esa sede, la Carpa de los Oficios.
En el 2013 realizó un documental junto a Gastón Orellana: “La carpa, un sueño violeta” es una película sobre la Carpa de La Reina que incluye testimonios de gente como Ángel Parra, los folcloristas Margot Loyola y Osvaldo Cádiz, Patricio Manns, el guitarrista clásico Eulogio Dávalos y la escritora Mónica Echeverría.

## Discografía
- 2008: Vena raíz
- 2011: Puñado de tierra
- 2013: Corra la voz
- 2017: Diluvio